# Tipula sinistra
Tipula sinistra är en tvåvingeart som beskrevs av William George Dietz 1921. Tipula sinistra ingår i släktet Tipula och familjen storharkrankar. Inga underarter finns listade i Catalogue of Life.